# 口笛

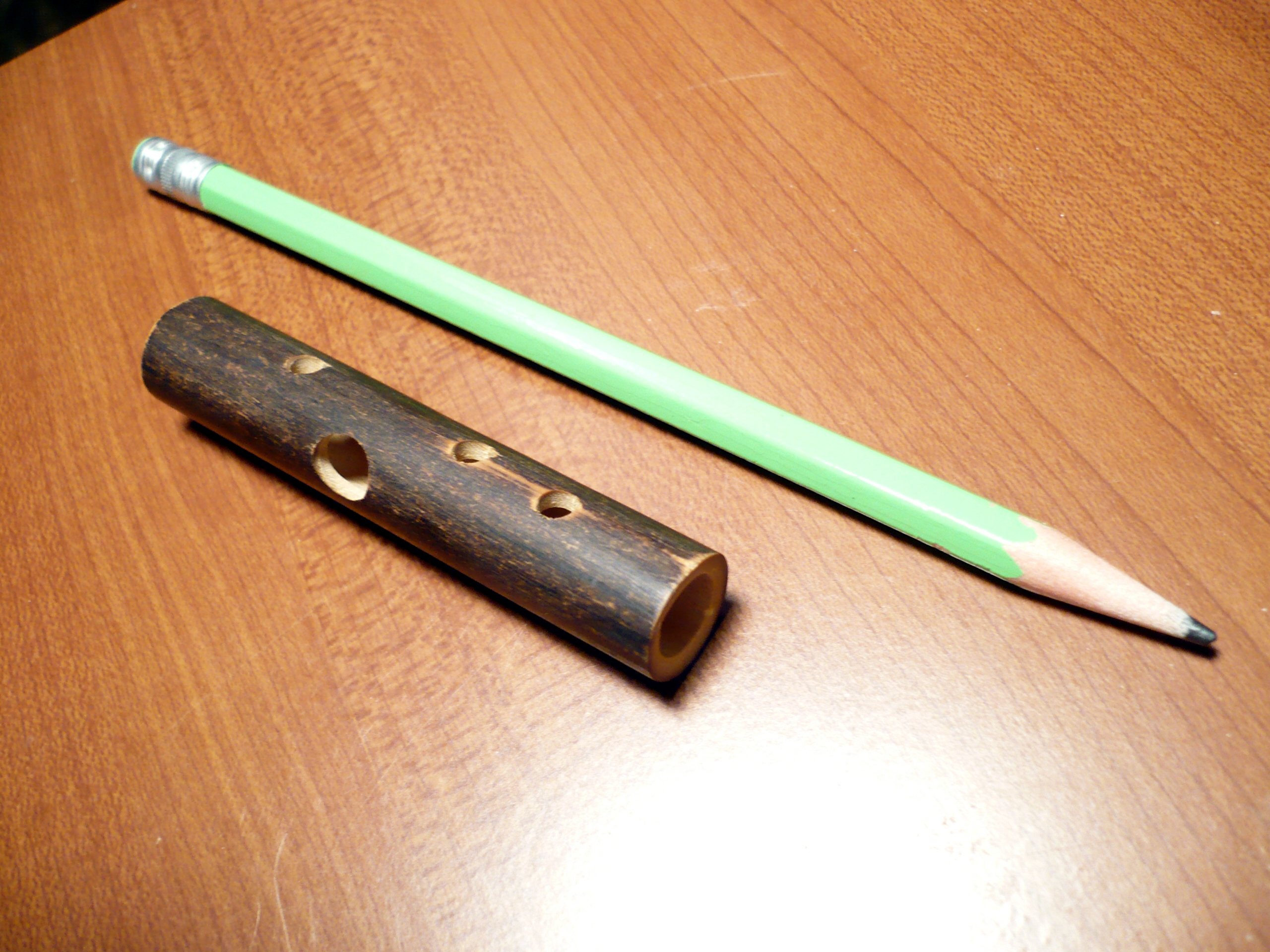
口笛：中心大孔为吹孔，3小孔为指孔，两端开孔为拇指孔。

口笛是一种极为小巧的中国竹笛，由俞逊发於1971年发明。
最为著名的口笛曲為《雲雀》（Ciocârlia）。中国民族交响乐《飛天》也使用过此乐器。